# Église Notre-Dame-Immaculée d'Evere
 (août 2025).
Si vous disposez d'ouvrages ou d'articles de référence ou si vous connaissez des sites web de qualité traitant du thème abordé ici, merci de compléter l'article en donnant les références utiles à sa vérifiabilité et en les liant à la section « Notes et références ».
L'église Notre-Dame Immaculée (en néerlandais : Onze-Lieve-Vrouw-Onbevlekt-Ontvangenkerk) est un édifice religieux catholique sis à Evere une commune septentrionale de Bruxelles. Construite dans les années 1930 l'église se trouve au carrefour de l’avenue Notre-Dame et de l’avenue Henri Conscience. Elle est église paroissiale catholique. 

## Éléments d'histoire
La pose de la première pierre eut lieu le 15 mai 1932 et l'église fut consacrée le 4 juin 1933.
Depuis 2003, la paroisse Notre-Dame Immaculée fait partie de l'unité pastorale du Kerkebeek qui fait elle-même partie du doyenné de Bruxelles Nord-Est.
L'école maternelle et primaire voisine à l'église, se nomme école Notre-Dame Immaculée.
Bruxelles possède deux autres églises Notre-Dame Immaculée, une dans le centre-ville à la place du Jeu de balle et une autre rue Docteur De Meersman à Anderlecht.

## Galerie de photos

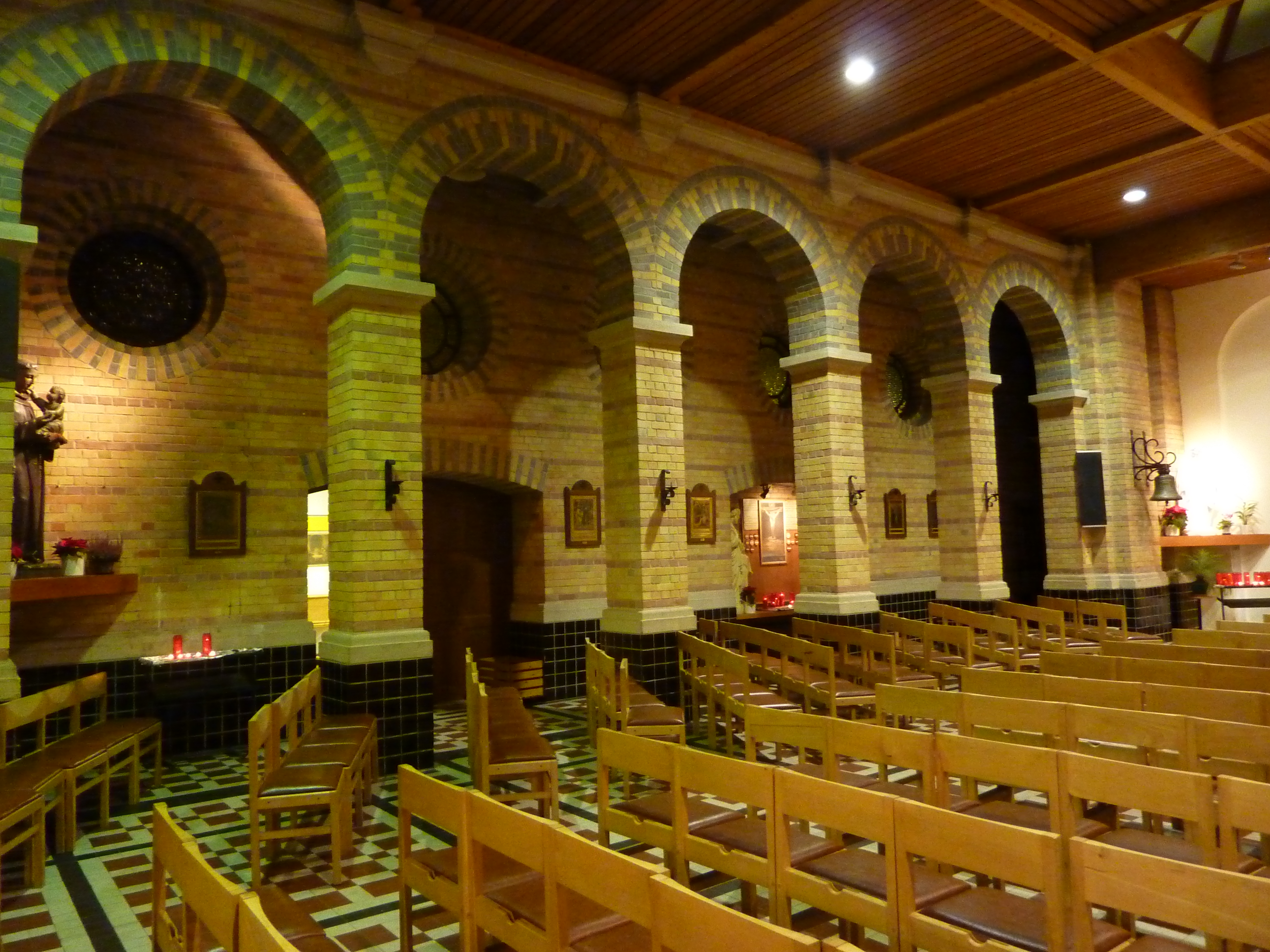
Côté gauche de la nef
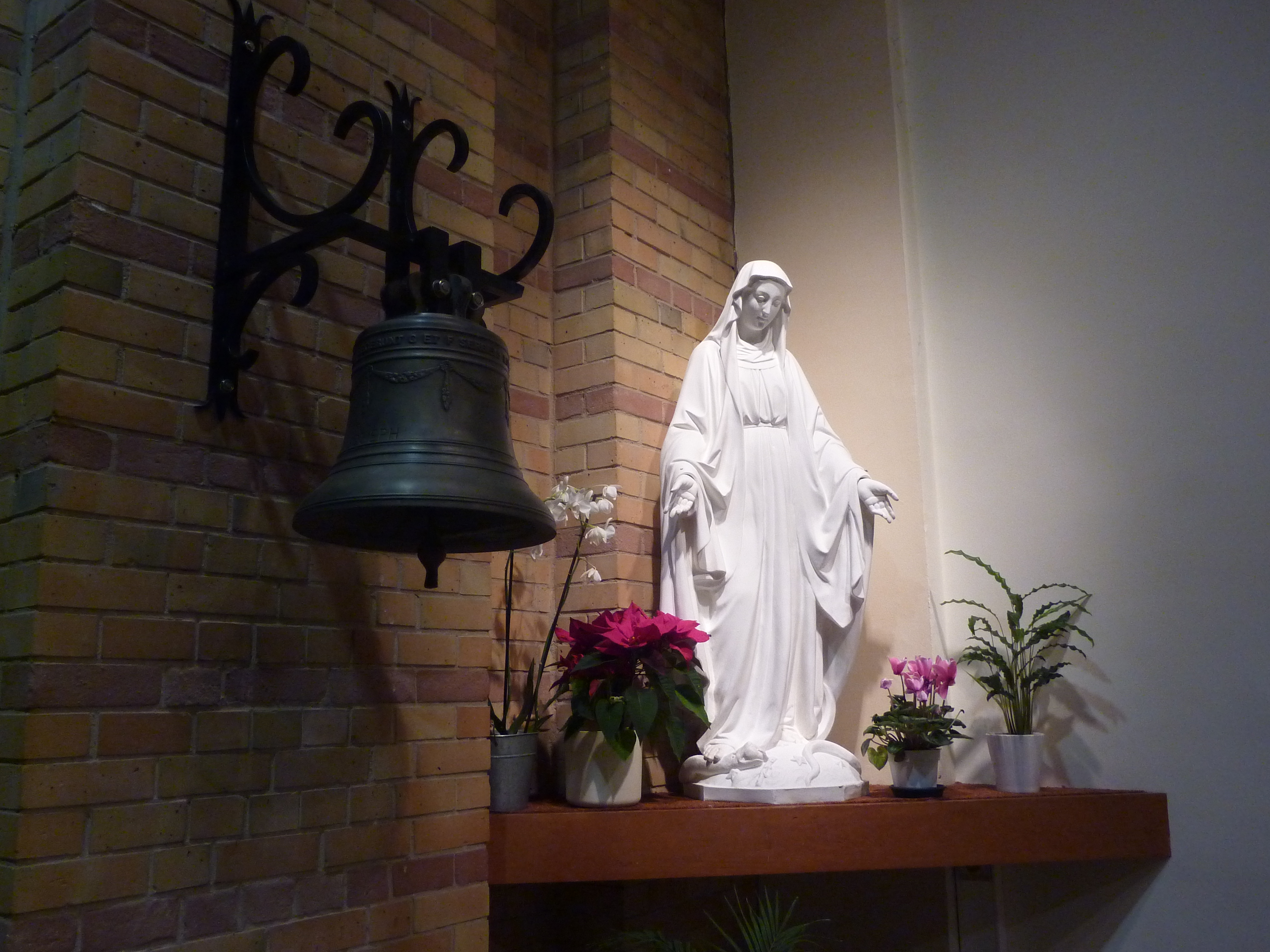
Statue de Notre-Dame, Immaculée Conception
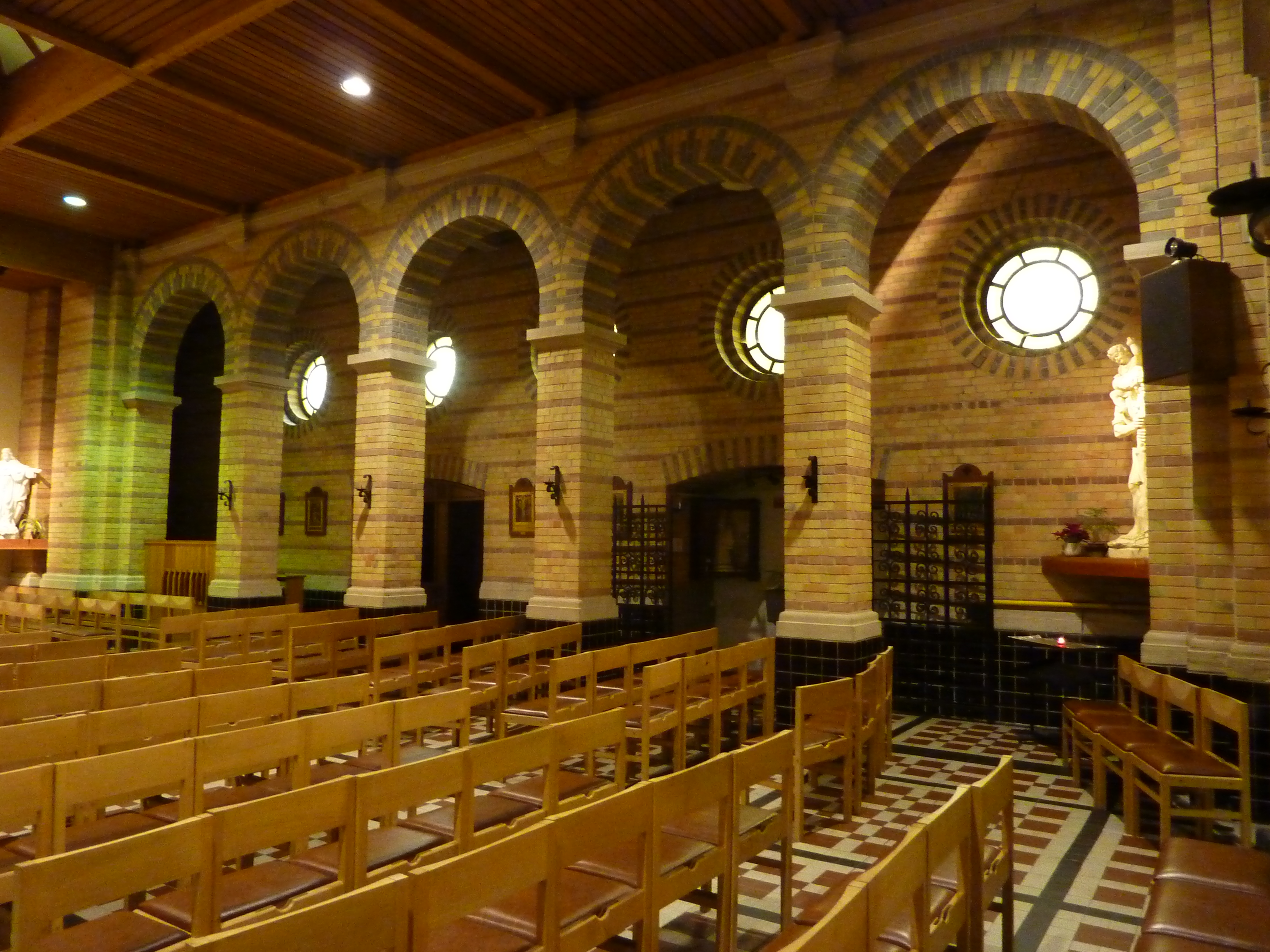
Côté droit de la nef